# Jakob Rappel
Jakob Rappel (* 27. Juli 1877 in Schwaz; † 16. April 1942 ebenda) war ein österreichischer Goldschmied.

## Leben
Jakob Rappel war der Sohn des aus Bayern stammenden Goldschmiedes Jakob Philipp Rappel (1842–1923), der 1875 in Schwaz eine Gold- und Silberschmiedewerkstatt für christliche Kunst gegründet hatte. 1900 wurde Rappel zum k. u. k. Hof-Goldschmied ernannt. Er schuf mit seiner Werkstatt Metallarbeiten wie Tabernakel, Monstranzen, Leuchter und anderes für Kirchen im In- und Ausland, aber auch Werke für private Auftraggeber, darunter den Thronfolger Erzherzog Franz Ferdinand. Seine Arbeiten waren anfangs im neugotischen Stil gehalten, später wandte er sich der Secession und der Neuen Sachlichkeit zu.
Rappel machte sich auch um Gewerbe und Kunst in Schwaz verdient. Er gründete 1931 das Schwazer Heimatmuseum, das er auch finanziell unterstützte und war Obmann des Tiroler Heimatschutzvereins. Viele Jahre lang war er Direktor der Sparkasse Schwaz.

## Werke

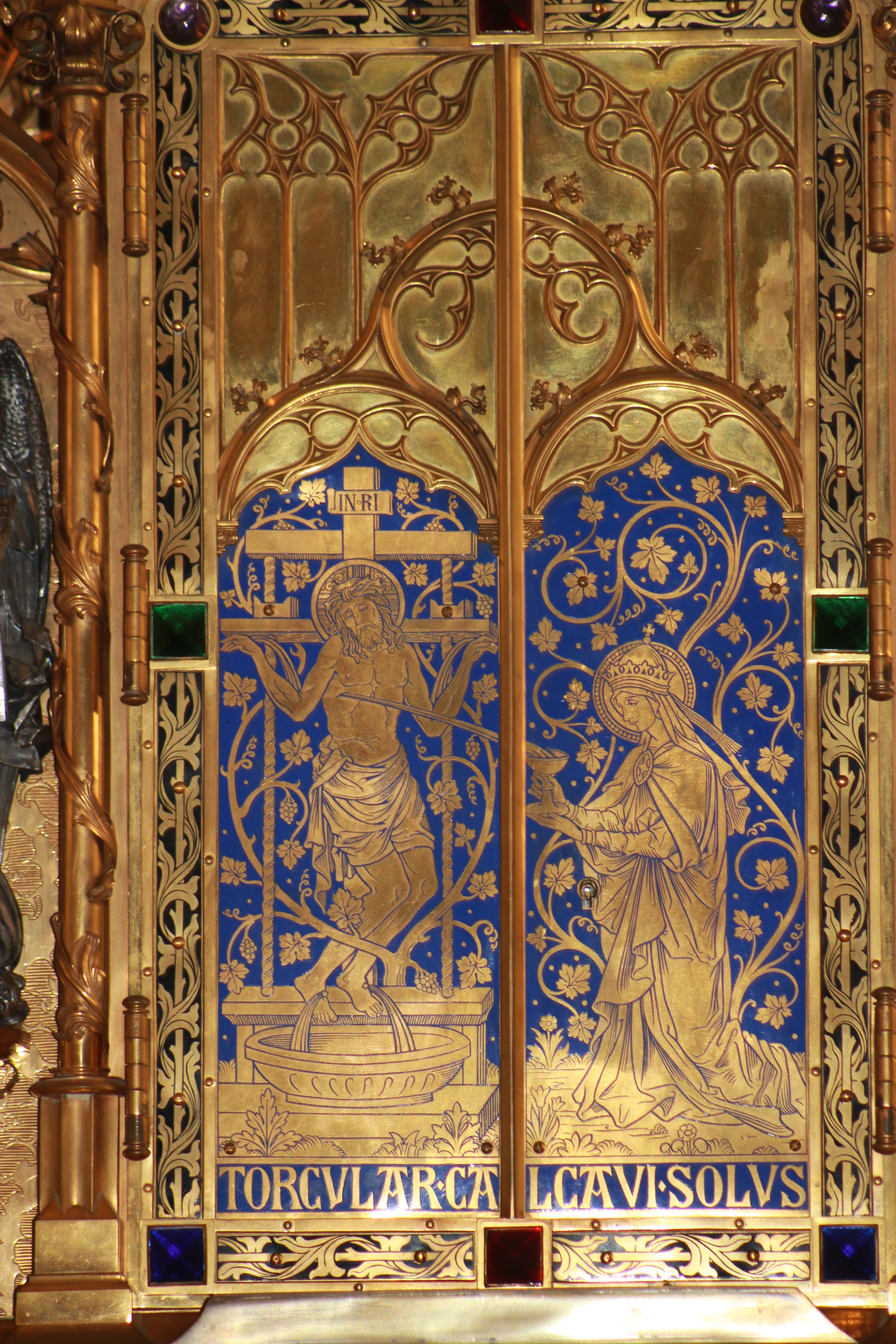
Tabernakel, Pfarrkirche Heiligenblut

- Monstranz für die Stadtpfarrkirche Wels, 1900[2]
- Leuchter und Lampen, Lourdeskapelle, Roppen, um 1900[3]
- Krone für die Immaculatastatue im Neuen Dom, Linz, 1903[4]
- Monstranz für die Stadtpfarrkirche Enns, 1909[5]
- Tabernakel, Pfarrkirche Heiligenblut, 1909
- Luster, Herz-Jesu-Kirche, Wels, um 1910[6]
- Tabernakel, Pfarrkirche Maria Himmelfahrt, Schwaz, 1911[7]
- Tabernakel und Leuchter, Pfarrkirche Pradl, Innsbruck, um 1932[8]